# 博伊基夫希納
49°54′39″N 32°15′4″E / 49.91083°N 32.25111°E
博伊基夫希納（烏克蘭語：Бойківщина）是位於烏克蘭中部的村莊，由切爾卡瑟州佐洛托諾沙區的德拉比夫市鎮負責管轄。該村距離德拉比夫12公里，始建於十七世紀，面積4.32平方公里，海拔高度116米，2001年人口714。